# الجمعية السعودية لأمراض وزراعة الكبد
الجمعية السعودية لأمراض وزراعة الكبد هي جمعية طبية متخصصة في أمراض وزراعة الكبد تأسست عام 1429 هـ ويرأس مجلس ادارة الجمعية الدكتور فيصل أبا الخيل ، والجمعية تضم 29 عضوًا نشطًا يمثلون مجموعة متنوعة من المتخصصين في أمراض الكبد، الجراحة، وزراعة الكبد. الأعضاء يسهمون في تحقيق أهداف الجمعية من خلال الأنشطة العلمية والبحثية والتوعية المجتمعية.
في السنوات الأخيرة، أُعيد تنظيم الجمعية لتصبح تحت إشراف وزارة الموارد البشرية والتنمية الاجتماعية مع الاحتفاظ باسمها واختصارها الدولي المعروف (SASLT). كما تسعى الجمعية إلى تعزيز التعاون الوطني والدولي من خلال شراكات استراتيجية وبرامج علمية تخدم مجتمع الرعاية الصحية.

## أهداف الجمعية
- دعم البحث العلمي في مجال أمراض الكبد وزراعتها.
- تعزيز التعليم الطبي المستمر للمختصين في هذا المجال.
- نشر الوعي المجتمعي حول الوقاية من أمراض الكبد ومخاطرها.
- التعاون مع الجهات الصحية المحلية والدولية لتحسين الخدمات الصحية المتعلقة بالكبد.

## الأنشطة والفعاليات
تنظم الجمعية العديد من الأنشطة مثل:
- مؤتمرات علمية دورية لمناقشة أحدث التطورات في علاج أمراض الكبد وزراعتها.
- ورش عمل وبرامج تدريبية للأطباء والممارسين الصحيين.
- حملات توعوية وطنية للوقاية من أمراض الكبد وتعزيز أنماط الحياة الصحية.

## العضوية
تضم الجمعية 29 عضوًا نشطًا من الأطباء والجراحين والمتخصصين في أمراض الكبد وزراعته. يمكن للممارسين الصحيين المهتمين بمجال أمراض الكبد الانضمام للجمعية ضمن فئات عضوية مختلفة تشمل الأعضاء النشطين والفخريين.